# 埃尔皮迪奥·冈萨雷斯
埃尔皮迪奥·冈萨雷斯（西班牙語：Elpidio González，1875年8月1日—1951年10月18日），阿根廷激进公民联盟政治家，他于1922年至1928年间担任马塞洛·托尔夸托·德·阿尔韦亚尔政府的副总统。

## 生平
埃尔皮迪奥·冈萨雷斯于1875年8月1日出生在圣菲省的罗萨里奥，他自幼在罗萨里奥接受小学和中学教育。后来他与母亲搬到科尔多瓦，在国立科尔多瓦大学学习法律专业，他毕业后又于1907获得了国立拉普拉塔大学的法律学位。
冈萨雷斯在1910年代开始从事政治活动，他作为布宜诺斯艾利斯选区代表于1912年被选为国会议员，之后于1916年代表科尔多瓦省再次当选议员。1916年，他在伊波利托·伊里戈延总统的政府中担任战争部长，两年后他转任布宜诺斯艾利斯警察局局长。1921年，他成为激进公民联盟的副总统候选人，并于次年成功和马塞洛·托尔夸托·德·阿尔韦亚尔击败保守党联盟候选人，两人于同年就任正副总统。
他在副总统任内作为伊里戈延的追随者与党内反伊里戈延派系之间冲突不断，他在诸多议题上都同时任总统的阿尔韦亚尔存在分歧。1928年，冈萨雷斯在伊里戈延的第二届政府中担任内政部长，他一直任职到1930年9月6日军事政变为止，之后他被监禁长达两年。冈萨雷斯在职业生涯中以拒绝领取政府薪水和养老金而著称，他在生命的最后几年里曾以从事推销员来谋生；他常穿着深色西装去一些友好的商店上门推销其售卖的苯胺，并且每天都过着这样清苦的生活。1951年10月8日，他在布宜诺斯艾利斯逝世，葬于拉雷科莱塔公墓。